# Henrik Wigh-Poulsen
Henrik Wigh-Poulsen (født 27. april 1959 i Randers) er en dansk cand.theol., biskop over Århus Stift siden 2015 og kongelig konfessionarius siden 2018.

## Karriere
I 1979 blev han samfundssproglig student fra Grenå Gymnasium.
Ti år efter i 1989 blev han teologisk kandidat fra Aarhus Universitet.
I perioden 1989-1997 var han sognepræst (kbf.) i Lejrskov-Jordrup pastorat, dengang i Ribe Stift.
Fra 1997 til 1998 var han højskolelærer på Askov Højskole.
Wigh-Poulsen var tekstforfatter på et reklamebureau i 1999-2000.
I 2000 skrev han en ph.d.-afhandling: Natur og hjemkomst – en undersøgelse af Grundtvigs og Jakob Knudsens realisme belyst af den grundtvigske bevægelses forhold til den realistiske litteratur i årene 1870-1890.
Fra 2000 til 2008 var han redaktør af Dansk Kirketidende samt leder af Grundtvig-Akademiet, Vartov.
Fra 2008 til 2015 var Wigh-Poulsen domprovst i Fyens Stift, Sankt Knuds provsti, Odense.
Den 1. september 2015 tiltrådte han som biskop i Aarhus Stift.
Fra den 1. april 2018 blev han kongelig konfessionarius efter Erik Norman Svendsen.

## Klagesager
I begyndelsen maj 2023 indsendte en række menighedsråd og præster fra Norddjurs Provsti en klage over Henrik Wigh-Poulsen til kirkeministeriet. Klagen går på biskoppens forvaltning af sit embede, særligt i forbindelse med oprettelsen af tre storpastorater i 2018 samt en personsag mellem en præst og en provst. Sagen har været meget omtalt i flere medier.
Kirkeministeriet behandlede klagen og fandt, at der ikke var grundlag for at udtale kritik af biskoppen. I afgørelsen hed det, at "I begge afgørelser finder Kirkeministeriet, at biskoppen har handlet inden for sine beføjelser og sin ledelsesret."